# Chim tấn công

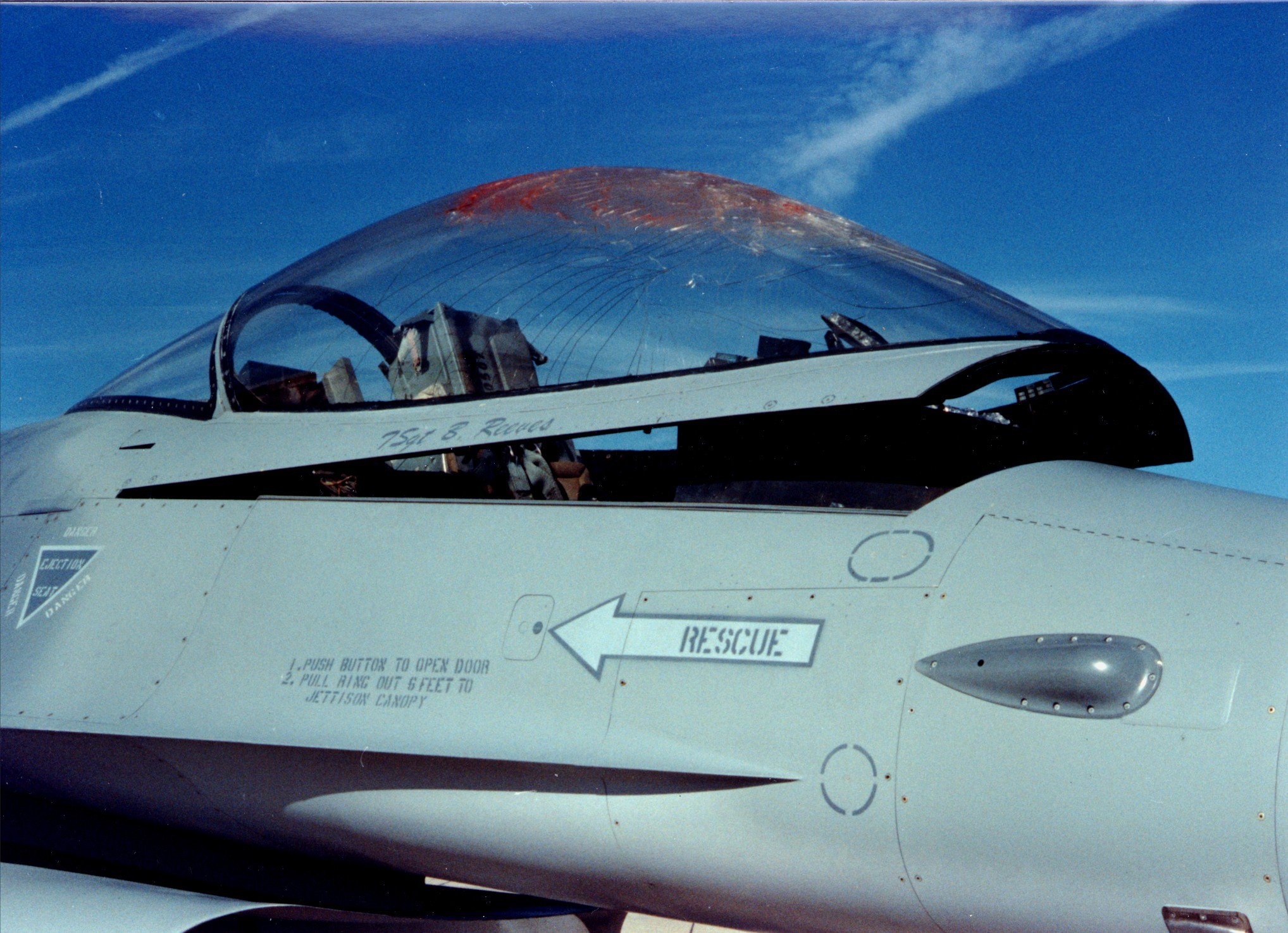
F-16 sau một cuộc tấn công của chim

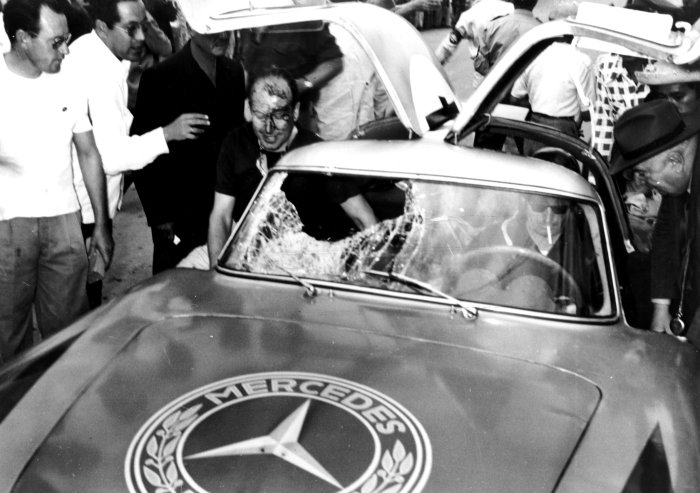
Xe thể thao Mercedes-Benz 300SL sau va đập của kền kền với kính chắn gió tại 1952 Carrera Panamericana

Chim tấn công (Bird strike) khi được gọi là chim va đập, hoặc nguy cơ chim tấn công máy bay (BASH) - nói về một vụ va chạm giữa một con vật trong không khí (thường là một con chim hoặc con dơi)  và một thiết bị nhân tạo, nhất là là một chiếc máy bay. Thuật ngữ này cũng được sử dụng cho các trường hợp chim chết do va chạm với các cấu trúc xây dựng như đường dây điện, tháp và tua-bin gió (xem các vụ va chạm của chim với nhà chọc trời và Towerkill).
Các cuộc tấn công của chim là một mối đe dọa đáng kể đối với an toàn bay, và đã gây ra một số vụ tai nạn với thương vong của con người. Có hơn 13.000 cuộc tấn công của chim hàng năm chỉ riêng tại Hoa Kỳ. Tuy nhiên, số vụ tai nạn lớn liên quan đến máy bay dân dụng là khá thấp và ước tính chỉ có khoảng 1 vụ tai nạn dẫn đến cái chết của con người trong một tỷ (109) giờ bay. Phần lớn các cuộc tấn công của chim (65%) gây ra ít thiệt hại cho máy bay; tuy nhiên, các  va chạm thường gây tử vong cho (các) con chim có liên quan.
Đặc biệt loài ngỗng Canada đã được xếp hạng là loài động vật hoang dã nguy hiểm thứ ba đối với máy bay với khoảng 240 vụ va chạm với ngỗng máy bay ở Hoa Kỳ mỗi năm. Cần lưu ý rằng 80% tất cả các cuộc tấn công của chim không được báo cáo.
Hầu hết các tai nạn xảy ra khi một con chim (hoặc dơi) va chạm với kính chắn gió hoặc bị hút vào động cơ của máy bay cơ khí. Những nguyên nhân gây thiệt hại hàng năm ước tính trị giá 400 triệu đô la chỉ riêng ở Hoa Kỳ và lên tới 1,2 tỷ đô la cho máy bay thương mại trên toàn thế giới. Ngoài thiệt hại về tài sản, va chạm giữa các cấu trúc nhân tạo, thiết bị vận chuyển và chim là một yếu tố góp phần, trong số nhiều tai nạn khác, dẫn đến sự suy giảm số lượng trên toàn thế giới của nhiều loài chim.
Tổ chức Hàng không Dân dụng Quốc tế (ICAO) đã nhận được 65.139 báo cáo về chim tấn công trong năm 2014, và Cơ quan Hàng không Liên bang đã đếm 177.269 báo cáo động vật hoang dã tấn công máy bay dân dụng từ năm 1990 đến 2015, tăng 38% trong 7 năm từ 2009 đến 2015. Tỷ lệ chim tấn công chiếm 97%.

## Mô tả sự kiện

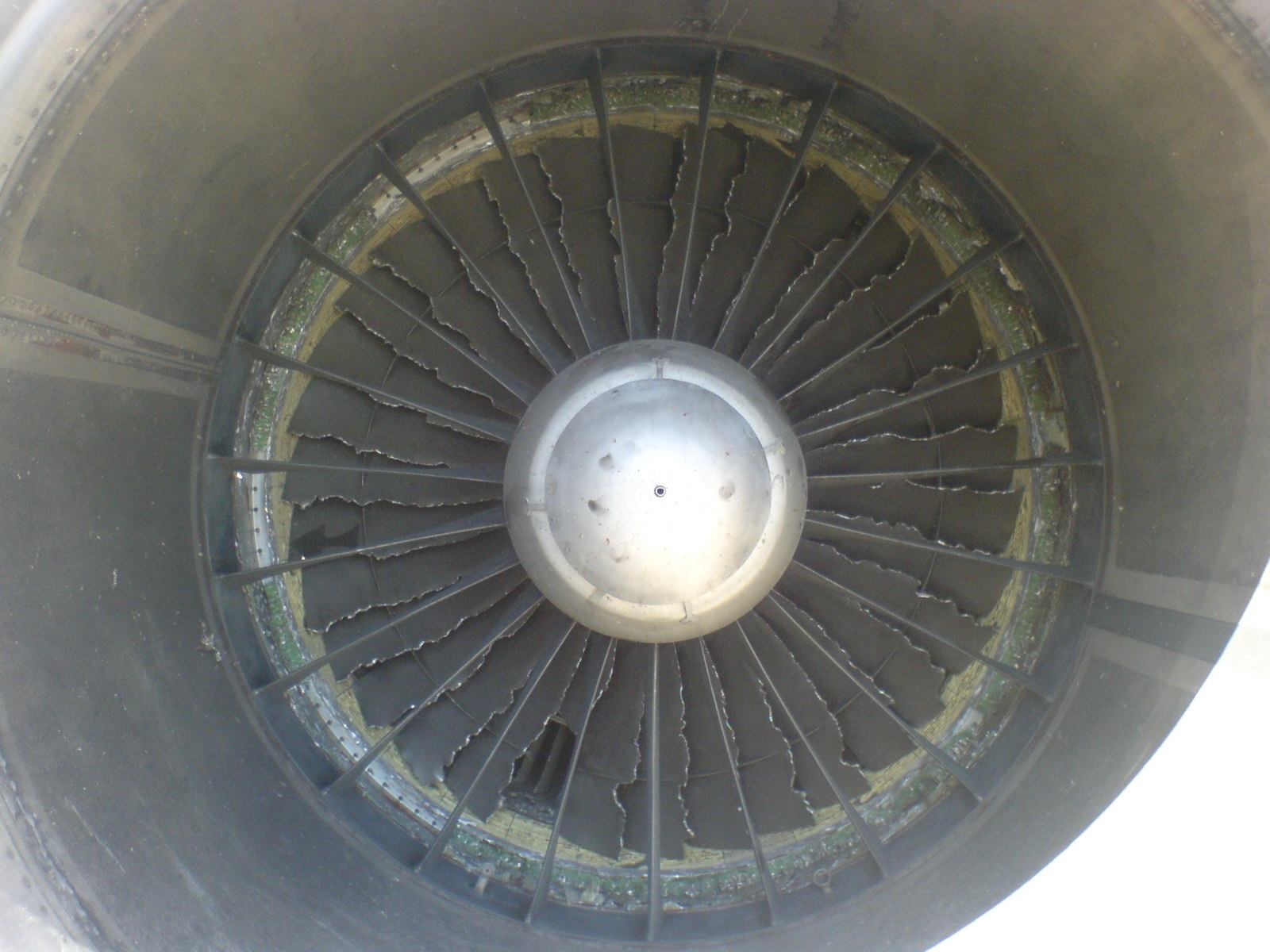
Quang cảnh cánh quạt của động cơ phản lực Pratt & Whitney JT8D sau một cuộc tấn công của chim

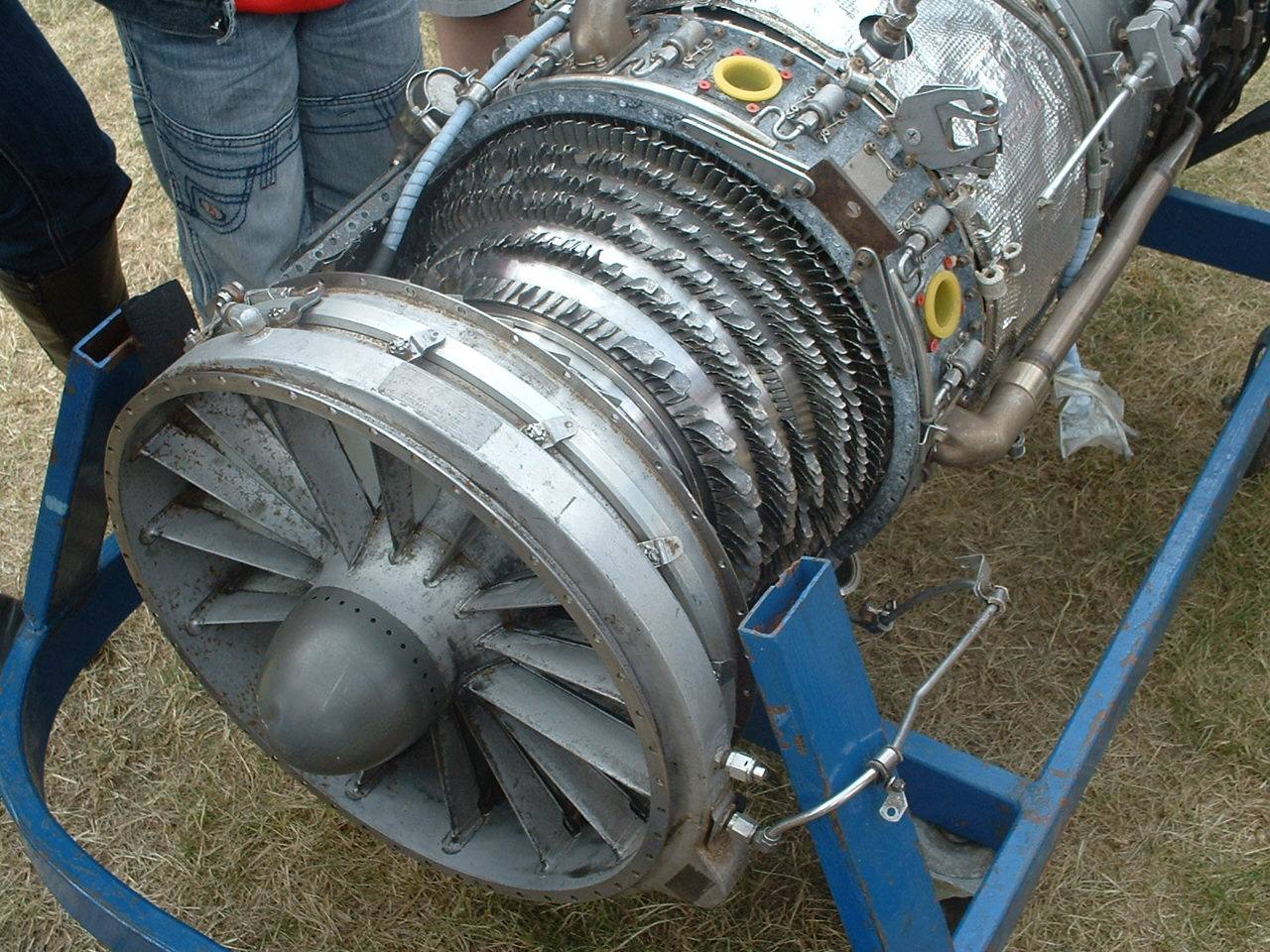
Bên trong động cơ phản lực sau một cuộc tấn công của chim

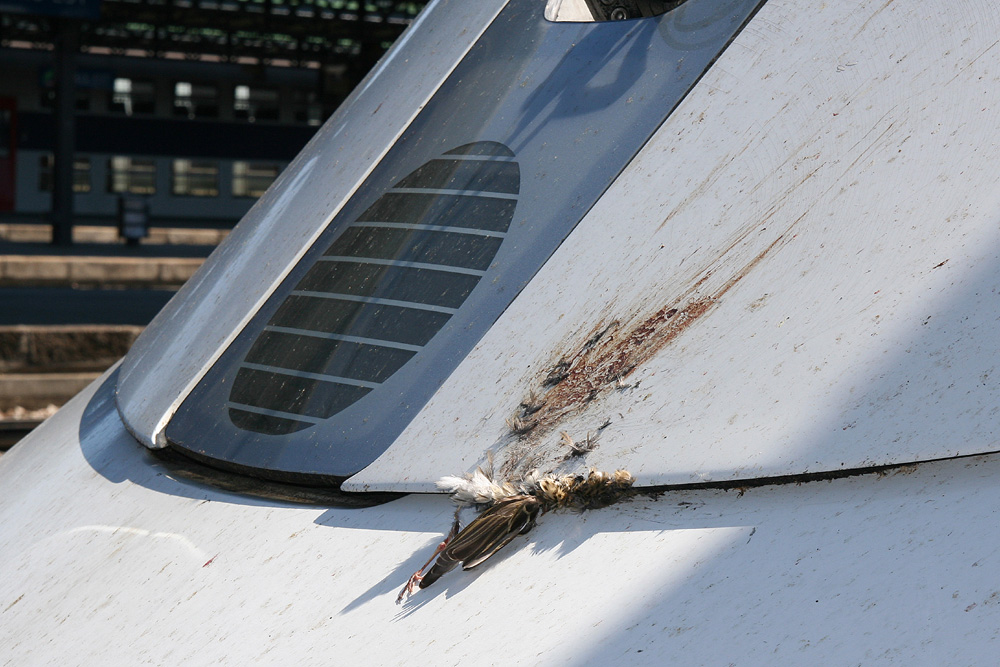
Một tàu cao tốc ICE 3 sau khi đâm vào một con chim

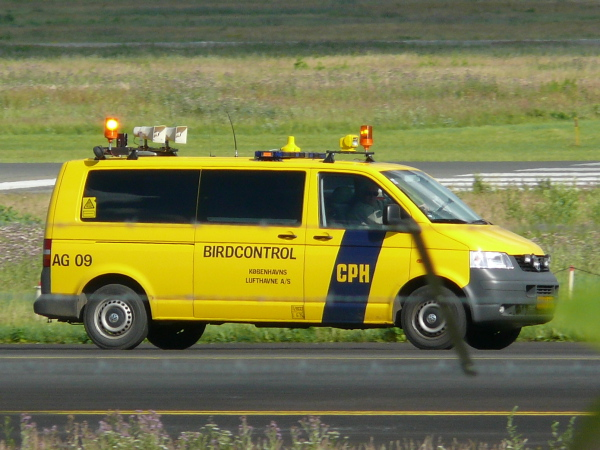
Một chiếc xe điều khiển chim thuộc Copenhagen sân bay Kastrup, được trang bị nhiều công cụ khác nhau